# David Ambler

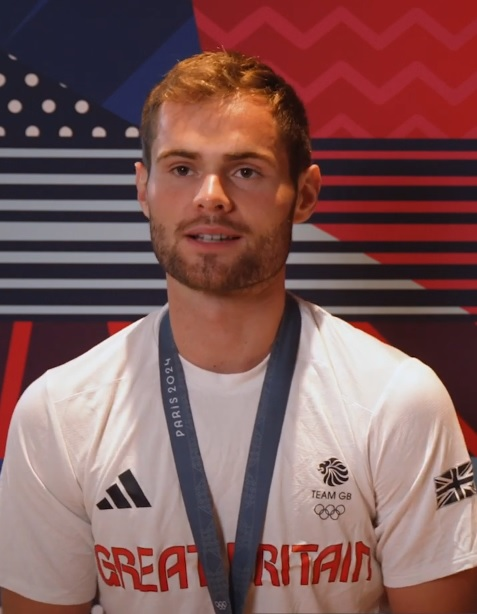
David Ambler (2024)

David Ambler (* 4. Dezember 1997) ist ein britischer Ruderer. 2022 und 2023 wurde er Weltmeister sowie 2023 und 2024 Europameister im Vierer ohne Steuermann. 2024 wurde er Olympiadritter.

## Karriere
Ambler wurde bei den Junioren-Weltmeisterschaften 2015 Fünfter mit dem britischen Achter. Zwei Jahre später gewann er mit dem Achter die Bronzemedaille bei den U23-Weltmeisterschaften 2017. Bei den U23-Weltmeisterschaften 2018 wurden David Ambler, Samuel Nunn, Charles Elwes und Felix Drinkall hinter den Rumänen Zweite im Vierer ohne Steuermann. 2019 gewannen David Ambler, Thomas Digby, Freddie Davidson und Charles Elwes bei den U23-Weltmeisterschaften 2019 den Titel vor den Neuseeländern.
2021 debütierte Ambler im Ruder-Weltcup. Bei den Europameisterschaften 2022 in München gewann der britische Vierer ohne Steuermann mit William Stewart, Samuel Nunn, Matthew Aldridge und Freddie Davidson den Titel vor den Niederländern und den Rumänen. Bei den Weltmeisterschaften in Račice u Štětí fehlte Aldridge wegen einer Erkrankung, der britische Vierer erkämpfte den Titel mit Stewart, Nunn, David Ambler und Davidson. Im Jahr darauf bei den Europameisterschaften 2023 in Bled siegte der Vierer in der Besetzung Oliver Wilkes, David Ambler, Matthew Aldridge und Freddie Davidson mit drei Sekunden Vorsprung vor den Niederländern. Drei Monate später bei den Weltmeisterschaften in Belgrad überquerte der britische Vierer die Ziellinie mit zwei Sekunden Vorsprung vor dem Vierer aus den Vereinigten Staaten. 2024 siegte der britische Vierer in der Besetzung des Vorjahres auch bei den Europameisterschaften Szeged. Bei den Olympischen Spielen 2024 in Paris siegte der Vierer aus den Vereinigten Staaten vor dem Boot aus Neuseeland. Der britische Vierer überquerte die Ziellinie als Dritter.
David Ambler rudert für den Bootsclub der Oxford Brookes University. 2022 gewann er mit dem Achter von Oxford beim Boat Race. Vor seinem Studium in Oxford graduierte Ambler an der Harvard University.